# خانم مارپل (مجموعه تلویزیونی)
خانم مارپل (انگلیسی: Miss Marple) یک مجموعه تلویزیونی بریتانیایی است که براساس رمان خانم مارپل از سال ۱۹۸۴ تا ۱۹۹۲ میلادی از شبکه تلویزیونی بی‌بی‌سی وان پخش شده است. جوان هیکسون بازیگر اصلی این مجموعه تلویزیونی است.

## داستان
در هر قسمت،قتل یا قتل هایی رخ می دهد و خانم مارپل (جوان هیکسون) وارد ماجرا شده و قاتل را رسوا می کند.

## قسمت ها
- جسدی در کتابخانه
- انگشت متحرک
- اعلام یک قتل
- جیب پر از چاودار
- قتل در خانه کشیش
- جنایت خفته
- در هتل برترام
- فرشته انتقام
- قطار ساعت ۴:۵۰ پدینگتون
- معمای کارائیب
- آنها با آینه این کار را می کنند (چشم بندی)
- آینه سرتاسر ترک برداشت